# Eryngium palmito
Eryngium palmito là một loài thực vật có hoa trong họ Hoa tán. Loài này được Boiss. & Heldr. mô tả khoa học đầu tiên năm 1849.